# ペギー・ウィットソン
ペギー・ウィットソン（Peggy Annette Whitson、1960年2月9日-）は、アメリカ合衆国の生化学者、アメリカ航空宇宙局の宇宙飛行士である。彼女の最初のミッションは2002年で、第5次長期滞在のメンバーとして国際宇宙ステーションに滞在した。2度目のミッションは2007年10月10日に打ち上げられた第16次長期滞在で、女性として史上初めてISSの機長（コマンダー）を務めた。ISSへの2度の長期滞在によって、ウィットソンは宇宙で376日間を過ごし、これはNASAの宇宙飛行士としては最長となった。全ての宇宙飛行士の中でも20番目に位置している。
スペースシャトルのミッションSTS-120の機長は女性宇宙飛行士のパメラ・メルロイが務め、史上初めて女性機長が2人同時に宇宙空間に滞在することとなった。
2007年12月18日、彼女が第16次長期滞在中に宇宙遊泳で太陽電池パドル回転機構を点検している時に、地上管制塔の職員が宇宙遊泳の通算回数及び通算時間でNASAの記録を更新したことを告げた。5度の宇宙遊泳の時間は3時間37分で、スニータ・ウィリアムズの持っていた29時間18分の記録を更新した。ウィットソンの5度目の宇宙遊泳はISSの組立て及び維持管理のために行われたちょうど100回目の宇宙遊泳であり、通算時間は32時間36分となった。これは、全ての宇宙飛行士の中でも20番目に位置する記録である。

## 背景
ウィットソンはアイオワ州マウント・エアーで生まれ、アイオワ州ビーコンスフィールド郊外の農場で育った。ウィットソンは1978年にマウント・エアー・コミュニティ高校を卒業し、1981年にアイオワ ウェスレヤン・カレッジで生物学と化学の学士号を取得した。その後1985年にライス大学で化学の博士号を取得し、1986年10月までフェローとして研究に従事した。彼女はクラレンス・サムズ博士と結婚している。

## 研究者としてのキャリア
フェローの研究を終えると、彼女はテキサス州ヒューストンのジョンソン宇宙センターで働き始めた。1988年4月から1989年9月まで、NASAの生化学分野の契約先であるKRUG Internationalで、生化学研究者のチームの監督を務めた。
1991年から1997年まで、テキサス州ガルベストンのテキサス大学医学部に内科学、人間生化学、遺伝学の非常勤助教授として招かれた。1997年にはライス大学で生化学、遺伝子工学の非常勤助教授となった。
1992年から1995年にかけて、彼女はシャトル・ミール・プログラムのために働き、1996年に宇宙飛行士候補に選ばれるまでジョンソン宇宙センターの医科学部門の副部門長を務めた。

## NASAでのキャリア
1989年から1993年まで、ウィットソンはNASAで生化学の研究を行った。1991年から1992年までは、STS-47に積まれるペイロードの開発に携わった。1992年にはシャトル・ミール・プログラムの要員に選ばれ、1995年まで務めた。1995年から1996年までは、アメリカとロシアのミッションワーキンググループの共同議長を務めた。
1996年4月、ウィットソンは宇宙飛行士の候補に選ばれ、1996年8月から訓練を開始した。2年間の訓練と評価を終えると、宇宙飛行士室の作戦計画部に配属され、1998年から1999年までロシアで乗組員テストサポートチームを率いた。2003年11月から2005年3月まで、宇宙飛行士室の副室長を務めた。2005年11月から2006年9月までは、第14次長期滞在のバックアップ機長としての訓練を受け、第16次長期滞在の機長に選ばれて2007年10月にソユーズTMA-11で打上げられた。第16次長期滞在で、彼女はスニータ・ウィリアムズを抜き、女性として最多の宇宙遊泳回数を達成した。

## 宇宙飛行経験

### 第5次長期滞在
第5次長期滞在の乗組員は、2002年6月5日にSTS-111で打ち上げられ、2002年6月7日にISSとドッキングした。6ヶ月間の滞在で、ウィットソンはリモート操作システムを用いてISSにモービルベースシステムやS1トラス、P1トラスを取り付けた。またロシア製の宇宙服を着て4時間25分の宇宙遊泳を行い、ズヴェズダに微小隕石防御シールドを取り付け、微少重力実験装置の点検、起動を行った。
彼女は滞在中にNASAの初めてのサイエンスオフィサーに指名され、生物学や微少重力科学等に関する21の実験を行った。第5次長期滞在の乗組員は、2002年12月7日にSTS-113で地球に帰還した。彼女は最初の飛行で、184日22時間14分を宇宙で過ごした。

### 第16次長期滞在
彼女の2度目のミッションは第16次長期滞在で、2007年10月10日にソユーズTMA-11で打ち上げられた。同僚のユーリ・マレンチェンコと宇宙飛行関係者の李素妍とともに、2008年4月19日にソユーズTMA-11で地球に帰還した。大気圏再突入の際に推進モジュールの分離が上手くいかず弾道突入となったため、乗組員には通常の約8倍の重力がかかった。彼女はこのミッションで、191日19時間8分を宇宙で過ごした。